# Oleguer d'Ametller i Pescio
Oleguer d'Ametller i Pescio (Barcelona s. XVIII) era un advocat filipista fill de l'advocat borbònic i conseller de Castella Francesc Ametller i Perer (1658-1726), un dels partidaris catalans més importants de Felip V i un dels precursors de la Nova Planta catalana. El seu oncle matern, Oleguer Montserrat (1626-1694), fou canceller de l'Audiència i bisbe d'Urgell.
Es va doctorar en dret civil i va treballar d'advocat a Barcelona. El 27 de gener de 1716 fou nomenat assessor del tribunal dependent del darrer veguer de Barcelona Josep Viladomat, fins que el Decret de Nova Planta abolí aquesta institució catalana. El 1718 obté un dels 24 títols de regidor de Barcelona. El 1719 fou nomenat alcalde major per a les causes criminals que va exercir fins al 1722 quan va renunciar, sent substituït per Ambrosio de Morenes y Mora. Va presidir l'ajuntament de Barcelona en 235 ocasions. Com a regidor va assistir a 550 sessions, repartides entre 1718 i 1730, de les quals no menys de 30 es van efectuar sent ell alcalde major. Va morir el juny de 1730.